# Melhania phillipsiae
Melhania phillipsiae là một loài thực vật có hoa trong họ Cẩm quỳ. Loài này được Baker f. mô tả khoa học đầu tiên năm 1898.